# Stranizza d'amuri
 (février 2024).
La mise en forme du texte ne suit pas les recommandations de Wikipédia : il faut le « wikifier ».
Les points d'amélioration suivants sont les cas les plus fréquents. Le détail des points à revoir est peut-être précisé sur la page de discussion.
- Les titres sont pré-formatés par le logiciel. Ils ne sont ni en capitales, ni en gras.
- Le texte ne doit pas être écrit en capitales (les noms de famille non plus), ni en gras, ni en italique, ni en « petit »…
- Le gras n'est utilisé que pour surligner le titre de l'article dans l'introduction, une seule fois.
- L'italique est rarement utilisé : mots en langue étrangère, titres d'œuvres, noms de bateaux, etc.
- Les citations ne sont pas en italique mais en corps de texte normal. Elles sont entourées par des guillemets français : « et ».
- Les listes à puces sont à éviter, des paragraphes rédigés étant largement préférés. Les tableaux sont à réserver à la présentation de données structurées (résultats, etc.).
- Les appels de note de bas de page (petits chiffres en exposant, introduits par l'outil «  Source ») sont à placer entre la fin de phrase et le point final[comme ça].
- Les liens internes (vers d'autres articles de Wikipédia) sont à choisir avec parcimonie. Créez des liens vers des articles approfondissant le sujet. Les termes génériques sans rapport avec le sujet sont à éviter, ainsi que les répétitions de liens vers un même terme.
- Les liens externes sont à placer uniquement dans une section « Liens externes », à la fin de l'article. Ces liens sont à choisir avec parcimonie suivant les règles définies. Si un lien sert de source à l'article, son insertion dans le texte est à faire par les notes de bas de page.
- La présentation des références doit suivre les conventions bibliographiques. Il est recommandé d'utiliser les modèles {{Ouvrage}}, {{Chapitre}}, {{Article}}, {{Lien web}} et/ou {{Bibliographie}}. Le mode d'édition visuel peut mettre en forme automatiquement les références.
- Insérer une infobox (cadre d'informations à droite) n'est pas obligatoire pour parachever la mise en page.

Pour une aide détaillée, merci de consulter Aide:Wikification.
Si vous pensez que ces points ont été résolus, vous pouvez retirer ce bandeau et améliorer la mise en forme d'un autre article.
Pour plus de détails, voir Fiche technique et Distribution.
Stranizza d'amuri (français: L'Étrangeté De L'Amour, également connu sous le nom de Fireworks en anglais) est un drame romantique italien réalisé par Giuseppe Fiorello (à ses débuts comme réalisateur) et co-écrit par Fiorello, Andrea Cedrola et Carlo Salsa, sorti en 2023. Il met en scène Samuele Segreto et Gabriele Pizzurro. Le film décrit la relation entre Gianni (Segreto) et Nino (Pizzuro), qui se déroule en 1982 dans une Sicile pleine de prejugés.
Le film s'inspire d'un fait divers des années 1980, le crime de Giarre. Le film est dédié aux deux victimes, Giorgio Agatino Giammona et Antonio Galatola.

## Synopsis
Sicile, été 1982. Alors que toute l' Italie est occupée par la Coupe du Monde en Espagne, Gianni, un garçon gay de dix-sept ans, harcelé par les hommes de son village, voit sa vie changer lorsque, à cause d'un accident de moto, il rencontre Nino, seize ans. Une grande amitié naît entre eux, qui se transformera en un sentiment que les garçons seront obligés de garder secret, en raison des forts préjugés de l'époque et du lieu où ils ont vécu leur vie.

## Distribution
- Samuele Segreto : Gianni Accordino
- Gabriele Pizzurro : Nino Scalia
- Simona Malato : Lina
- Fabrizia Sacchi : Carmela
- Enrico Roccaforte : Franco
- Simone Raffaele Cordiano : Toto
- Antonio De Matteo : Alfredo Scalia
- Anita Pomario : Giuseppina
- Roberto Salemi : Pietro Scalia
- Giuseppe Spata : Ciccio Scalia
- Maria Giuditta Vasile : Isabelle Scalia

## Exploitation
Le film est sorti dans les salles italiennes le 23 mars 2023. Il est distribué par BIM Distribution. Un mois après sa première, il a atteint le million d'euros de recettes et sa diffusion sur les réseaux Rai a été annoncée.

## Distinctions
- 2023 – Billet d'Or Cinecittà aux Journées du Cinéma Professionnel de Sorrente
- 2023 – Ruban d'argent
  - Meilleur premier réalisateur pour Beppe Fiorello
- 2023 – Globes d'or
  - Meilleur premier œuvre
  - Nomination du meilleur jeune espoir pour Samuele Segreto et Gabriele Pizzurro
  - Nomination pour le meilleur scénario pour Andrea Cedrola, Giuseppe Fiorello et Carlo Salsa
  - Nomination pour la meilleure musique pour Giovanni Caccamo et Leonardo Milani

## Litige juridique
Le 20 avril 2023, le Corriere della Sera a publié la nouvelle d'un différend entre Valerio la Martire, auteur du roman Stranizza de 2013, et la production du film. Le film aurait repris les noms des protagonistes, les ressources narratives, les adaptations de situations réelles et les reconstitutions fictionnelles du livre, sans rapporter l'œuvre originale au générique.